# Emblème de la république socialiste soviétique d'Ukraine
 (signalé en juin 2025).
Si vous disposez d'ouvrages ou d'articles de référence ou si vous connaissez des sites web de qualité traitant du thème abordé ici, merci de compléter l'article en donnant les références utiles à sa vérifiabilité et en les liant à la section « Notes et références ».
- Archive Wikiwix
- Bing
- Cairn
- DuckDuckGo
- E. Universalis
- Gallica
- Google
- G. Books
- G. News
- G. Scholar
- Persée
- Qwant
- (zh) Baidu
- (ru) Yandex
- (wd) trouver des œuvres sur Wikidata

Emblème de la république socialiste soviétique ukrainienne.

L'emblème de la RSS d'Ukraine a été adopté le 14 mars 1919 par le gouvernement de la RSS d'Ukraine. Le blason est fondé sur le blason de l'Union soviétique. Il comporte la faucille et le marteau, l'étoile rouge, le soleil levant, et les tiges de blé sur ses couronnes extérieures. Le soleil levant est synonyme de l'avenir de la nation ukrainienne, l'étoile, ainsi que la faucille et le marteau pour la victoire du communisme et le « monde socialiste de la communauté d'États ». 
Le slogan sur la bannière se lit « Prolétaires de tous les pays, unissez-vous ! » à la fois en russe et en ukrainien. Dans le slogan ukrainien, la phrase est Пролетарі всіх країн, єднайтеся!
Le nom de la RSS d'Ukraine est affiché uniquement dans la langue ukrainienne, et se lit Українська PCP (Українська Радянська Соціалістична Республіка, la république socialiste soviétique d'Ukraine). 

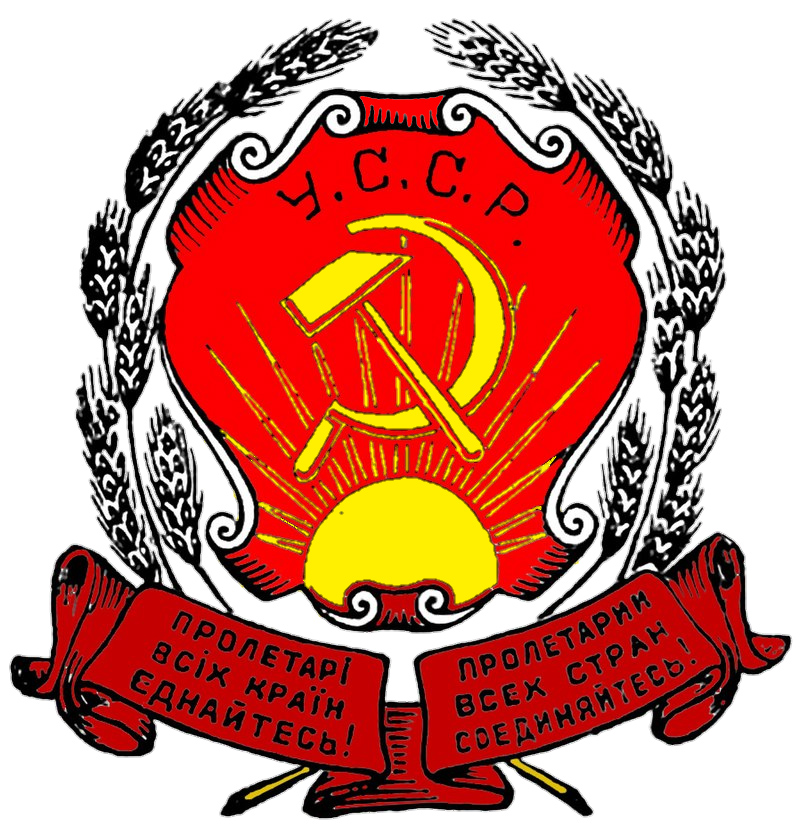
Emblème de la RSS d'Ukraine de 1919 à 1929
Emblème de la RSS d'Ukraine de 1937 à 1949.

L'emblème a été changé en 1992 pour le trident, blason de l'Ukraine, proposé pour la première fois en 1917.